# Rock 'n' Roll (opera teatrale)
Rock 'n' Roll è un'opera teatrale del drammaturgo britannico Tom Stoppard, portata al debutto a Londra nel 2006. 

## Trama
La pièce indaga sull'importanza della musica rock e del suo rapporto con il movimento socialista nella Cecoslovacchia del blocco orientale, tra la primavera di Praga del 1969 e la rivoluzione di velluto del 1989. Ambientato a Cambridge nel corso di diversi decenni, la pièce mette a confronto i diversi ideali di un dottorando cecoslovacco appassionato di rock, deluso e intimidito dalla deriva autoritaria impostasi nel suo Paese natio, con quella di un professore universitario marxista, che continua a credere nell'ideale sovietico. Lo scontro generazionale ed ideologico ad esso legato si riflette nella relazione tra Eleanor, grecista malata di cancro, e la figlia Esme e, anni dopo, tra Esme e la figlia Alice. E, mentre la raccolta di dischi di Jan evidenzia come il potere dell'arte possa fronteggiare l'oppressione e combattere per la libertà d'espressione, il professor Max è costretto ad affrontare la dicotomia tra il suo ideale sovietico e la delusione nella sua messa in pratica.

## Produzioni
La pièce ha fatto il suo debutto sulle scene al Royal Court Theatre di Londra nel 2006, per la regia di Trevor Nunn. Visto il successo di critica e pubblico, il dramma è stato subito riproposto nel più capiente Duke of York's Theatre del West End londinese. Il cast comprendeva: Rufus Sewell (Jan), Brian Cox (Max), Sinéad Cusack (Esme/Eleanor), Alice Eve (giovane Esme/Alice), Anthony Calf (Nigel), Peter Sullivan (Ferdinand) ed Edward Hogg (pifferaio, poliziotto, Stephen). Nel corso delle rappresentazioni Emma Fielding sostituì la Cusack, Dominic West rimpiazzò Sewell e David Calder subentrò a Cox. La pièce rimase in scena nel West End dal luglio 2006 al febbraio 2007 e fu candidata a quattro Laurence Olivier Award, massimo riconoscimento del teatro inglese: Migliore opera teatrale, Miglior attore a Sewell (vinto), Migliore attrice a Cusack e Miglior sound design a Ian Dickinson. Václav Havel, amico di Stoppard e primo presidente della Repubblica Ceca, era presente alla prima, così come Mick Jagger.
Il dramma fu anche riproposto a Broadway con la regia di Nunn e gran parte del cast originale; rimase in cartellone al Bernard B. Jacobs Theatre dal 19 ottobre 2007 al 9 marzo 2008 e ricevette quattro candidature ai Tony Award, nelle stesse categoria degli Olivier Award ma senza alcuna vittoria. Altre produzioni sono andate in scena al Teatro Nazionale di Praga nel febbraio 2007, a San Francisco nel 2008, a Manchester, Washington, Toronto, Chicago nel 2009, in Giappone nel 2010 e a Mosca nel 2011.